# Stephan Rothlin
Stephan Rothlin (Lachen (Svizzera), 1959) è un filosofo, economista e gesuita svizzero.
Stephan Rothlin è professore d'etica dell'economia e docente all'UIBE (Università di commercio estero ed economia) a Pechino e  all'Università San Giuseppe di Macao. È altresì direttore dell'Istituto Matteo Ricci di Macao. Stephan Rothlin è impegnato a favore dello sviluppo dell'etica dell'economia sia sul fronte della ricerca e dell'insegnamento che nell'ambito della consulenza.

## Studi
Dopo aver frequentato il liceo ad Einsiedeln e Nuolen Stephan Rothlin studia filosofia presso la Pontificia Università Gregoriana a Roma e presso la scuola superiore di filosofia di Monaco di Baviera dal 1979 al 1981. Studia in questi anni ugualmente il pianoforte presso la  Scuola di Musica Tommaso Ludovico da Victoria di Roma. Dal 1984 al 1987 Stephan Rothlin studia sociologia e teologia a Parigi presso il Centre Sèvres ed  etica della medicina presso il Centre Laennec. Dal 1988 fino al 1992 Stephan Rothlin studia economia, filosofia ed etica dell'economia presso l'Università di Innsbruck dove nel 1991 termina i suoi studi con una tesi di dottorato sul concetto di giustizia nel pensiero di Friedrich August von Hayek dal titolo: Gerechtigkeit in Freiheit: Darstellung und kritische Würdigung des Begriffs der Gerechtigkeit im Denken von Friedrich August von Hayek.

## Impegno professionale e scientifico
Dal 1992 al 1998 Stephan Rothlin è alla guida dell'aki, il centro accademico per gli studenti di Zurigo. Dal 1998 in poi egli vive e lavora a Pechino, Hong Kong e Macao, dove assieme a colleghi ha fondato associazioni e centri di ricerca per la promozione dell'etica dell'economia.
Dal 2004 al 2013 Stephan Rothlin ha funto da segretario generale del CIBE (Center for International Business Ethics) presso l'University of International Business and Economy (UIBE) a Pechino. Nel 2013 ha fondato una propria ditta di consulenza (Rothlin Ltd) con sede ad Hong Kong e Pechino, per svolgere approfondimenti su tematiche dell'etica dell'economia nell'ambito asiatico e per poter promulgare gli esiti delle sue ricerche in questa materia.
A partire dal 1999 Stephan Rothlin è stato docente ospite presso l'University of Madras a Chennai (India), presso l'University of Texas at San Antonio, presso la Kedge Business School a Bordeaux, presso l'Insead Business School di Singapore, presso l'Università Cattolica Fu Jen a Taipei e presso numerosi atenei cinesi (Università Renmin, Università Tsinghua, Università di Hong Kong). È collaboratore di ricerca presso l'Università di Zurigo e presso il CREMA (Center for Research in Economics) dell'Università di Basilea.
Nel suo libro apparso nel 2004 in cinese ed inglese intitolato „Becoming a top-notch player: 18 rules of international business ethics“ egli espone un'accurata rassegna delle questioni di maggior rilievo dell'etica dell'economia internazionale ed illustra sia le condizioni di lavoro che aspetti determinanti del diritto del lavoro nel contesto cinese.
Stephan Rothlin è particolarmente attento al retaggio culturale dell'Asia ed in particolare alle tradizioni della sapienza cinese derivanti dalle fonti del confucianesimo, del buddismo, del taoismo, dell'islam e del cristianesimo per la fondazione dell'etica dell'economia pur rimanendo saldamente ancorato nella filosofia e nel pensiero dell'etica sociale occidentale. Il suo impegno nell'ambito dell'etica dell'economia non si limita alle indagini sulla Cina, ma analizza altresì gli intrecci intercontinentali della globalizzazione. Stephan Rothlin è ben convinto, che la Cina non abbia soltanto un grande potenziale economico ma possa divenire finanche una forza trainante nel campo dell'etica.
Stephan Rothlin è noto anche ad un pubblico più vasto in particolare nella Svizzera Tedesca ed è particolarmente legato all'associazione Ladanyi fondata nell 2008 per la promozione dell'etica dell'economia con particolare attenzione agli sviluppi in Cina presso la quale tiene ogni anno delle lezioni.

## Pubblicazioni (estratto)
- Stephan Rothlin assieme a Dennis McCann: International business ethics: focus on China, Springer, Berlino / Heidelberg 2016, ISBN 978-3-662-47433-4.
- Stephan Rothlin assieme a Peter Achten: Pekinger Nachtgespräche: Gott und die Welt in China, Fromm Verlag, Beau Bassin 2018, ISBN 978-620-2-44057-8.
- Stephan Rothlin assieme a Parissa Haghirian (ed.): Dimensions of Teaching Business Ethics in Asia, Springer, Berlino / Heidelberg, 2013, ISBN 978-3-642-36021-3.
- Stephan Rothlin: Becoming a top-notch player: 18 rules of international business ethics, Renmin University Press, Pechino 2004, ISBN 7-300-05326-2.
- Stephan Rothlin: Gerechtigkeit in Freiheit: Darstellung und kritische Würdigung des Begriffs der Gerechtigkeit im Denken von Friedrich August von Hayek,  Lang, Francoforte sul Meno / Berna 1992, ISBN 3-631-44675-6.